# Potorous gilbertii
Potorous gilbertii — вид сумчастих ссавців родини поторових (Potoroidae).

## Етимологія
Вид названий на честь англійського натураліста Джона Гілберта, який зібрав типові зразки ссавця для опису.

## Поширення
Історично вид був досить поширений на південному заході Австралії. З кінця XIX століття не знайдено жодного представника виду, поки у 1994 році він знову був відкритий. Сучасний ареал виду обмежений лише єдиною місцевістю — заповідником «Бухта двох народів» за 35 км на схід від міста Олбані. У цьому заповіднику площею менше 1000 гектарів цей вид займає чотири окремі ділянки щільного чагарнику на схилах гори Гарднер. У 2005 році на острів Балд випустили одного самця та дві самиці, а згодом ще чотири особини. Про результати інтродукції виду даних поки що немає. У 2016 році Potorous gilbertii завезений також на острів Міхелмас.

## Опис
Тіло завдовжки до 56 см, хвіст до 16 см. Вага — 780—960 г. Коротка шовковиста шерсть сіро-коричневого забарвлення, на спині — червонувато-коричнева, на череві — світло-сіра. Хвіст біля основи сірий, на кінці чорний. Морда довга та вузька. Від носа до лоба проходить чорна смуга.